# Praravinia havilandii
Praravinia havilandii är en måreväxtart som först beskrevs av Henry Nicholas Ridley, och fick sitt nu gällande namn av Cornelis Eliza Bertus Bremekamp. Praravinia havilandii ingår i släktet Praravinia och familjen måreväxter. Inga underarter finns listade i Catalogue of Life.